# دانيلا ستيوارت
دانيلا ستيوارت (بالإنجليزية: Danielle Stewart)‏ هي لاعبة كرة لينة أسترالية، ولدت في 29 يوليو 1981 في بريزبان في أستراليا.

## وصلات خارجية
- دانيلا ستيوارت على موقع أوليمبيديا (الإنجليزية)
- دانيلا ستيوارت على موقع اللجنة الأولمبية الأسترالية (الإنجليزية)